# Riddle
Il riddle (in italiano tradotto talvolta come indovinello) è un genere poetico tipico della letteratura inglese del periodo anglosassone. Originariamente tramandati a voce, sono di breve lunghezza e hanno l'intento di attrarre l'attenzione del pubblico. Al loro interno si trovano spesso le rune. Gran parte dei riddle noti furono tramandati all'interno del Codice Exeter.